# 더 걸 (영화)
《더 걸》(Das Schreckliche Madchen, The Nasty Girl, 네스티 걸)은 독일(구 서독)에서 제작된 미하엘 페어회벤 감독의 1990년 영화이다. 레나 스톨즈 등이 주연으로 출연하였다.

## 출연

### 주연
- 레나 스톨즈
- 한스-레인하드 뮬러

### 조연
- 모니카 바움가트너
- 마이클 가르
- 로버트 기겐바흐
- 한스 스타드뮬러
- 루돌프 션들러
- 이름가르드 헨닝